# Happy Sad (FIVE NEW OLDの曲)
「Happy Sad」（ハッピー サッド）は、日本のロックバンド・FIVE NEW OLDが2022年4月29日にワーナー・ミュージック・ジャパンより配信リリースした楽曲。

## 概要
前作「Rhythm of Your Heart」以来約2ヶ月ぶりのシングル。
ジャケットアートワークは、前作に引き続きMargt（PERIMETRON）が担当している。

今作のリリースに際して、HIROSHI（Vo.）は以下のようにコメントした。
春の陽気のように心踊るような曲調。
その中に悲しみや憂いを持たせられないだろうかと、書いたのが"Happy Sad" です。
アネモネの「あなたを信じて待つ」「見捨てられた」という相反する花言葉にインスピレーションを受けて曲を書きました。
名の通り、「ハッピーサッド」な世界観を味わってもらえると思います。

曲中にはクラップがいいスパイスになっている箇所もあるので、ライブでは是非一緒にそのパートを鳴らしてください。
4月22日には、FM802「FRIDAY Cruisin' Map!!」にてラジオ初オンエアされた。

## 楽曲解説
1. Happy Sad (02:52)
Lyrics by Hiroshi Nakahara, Jamil Kazmi
Composed by FIVE NEW OLD
Arranged by FIVE NEW OLD
Produced by Colin Brittain
  - 「Happy」と「Sad」という裏腹な言葉を「anticipation(期待)」「forsaken(見捨てられる、見放される)」というアネモネの相反する花言葉になぞらえた日本語詞の楽曲[3]。
  - HIROSHI曰く、日本語詞で自分の思い描いている世界観をどこまで表現できるかにトライした曲であり、この曲の完成度に手応えがあったため、日本語詞の楽曲が増えていった[6]。
  - 間奏には変拍子が採用されている[6]。
  - ベストアルバム『FiNO is』に収録されている[7]。

## 参加ミュージシャン
FIVE NEW OLD
- HIROSHI（ボーカル・ギター）
- WATARU（ギター・キーボード）
- SHUN（ベース）
- HAYATO（ドラムス）